# Institut européen d'administration des affaires
O INSEAD, Instituto Europeu de Administração de Empresas (em francês: Institut européen d'administration des affaires), é uma Grande école de gestão de negócios francesa com três campi (em Fontainebleau, no sudeste de Paris, Singapura e Abu Dhabi).
É considerada como uma das melhores escolas de negócios do mundo, tendo o seu MBA obtido a primeira colocação no Global MBA Ranking do jornal Financial Times em 2016 e 2017.

## Rankings
|                                   | 2014 | 2015 | 2016 | 2017 | 2018 |
| --------------------------------- | ---- | ---- | ---- | ---- | ---- |
| FT - Global MBA                   | 5    | 4    | 1    | 1    | 2    |
| FT - MBA para MULHERES            | -    | -    | -    | -    | 23   |
| The Economist - Global MBA        | 18   | 8    | 13   | 21   | 19   |
| FT - Executive Education - Open   | 5    | 7    | 11   | 7    | 5    |
| FT - Executive Education - Custom | 21   | 11   | 8    | 9    | 6    |